# 下町八福神
下町八福神（したまちはちふくじん）は、東京都中央区・台東区の8つの神社に祀られている八福神の巡礼札所。「東京下町八社福参り」あるいは単に「下町八社」とも呼ばれる。八福神の巡礼札所に寺は含まれない。
「八つのお社にお参りして八つのお恵みを受ける」という趣旨で、八福神から八方よけ・八方広がり・末広がりを連想したコースとなっている。都内でも八福神を称するコースは他にもあるが、巡礼する社の中に所謂「七福神」を含んでいるのがほとんどである。それに対し、本コースではありがちな七福神への当てはめがまったくないのが際立った特徴となっている。
コースは長いが下町を巡るコースということで、正月シーズンにははとバスのツアーも企画される。

## 開催概要
- エリア：東京都中央区・台東区
- 巡礼距離：約14km
- 所要時間：約5時間
- 期間：1月1日〜1月10日／8:00〜17:00
- 代表的起終点：浅草駅・月島駅
- 専用台紙：色紙600円
- 御朱印：色紙200円・集印帳300円
- 頒布物：シール500円、末廣福扇3000円、絵馬600円など

## 下町八福神の一覧
| 社名         | 御神徳     | 重複する他の七福神コース |
| ------------ | ---------- | ------------------------ |
| 住吉神社     | 交通安全   | なし                     |
| 小網神社     | 強運厄除   | 日本橋七福神の福禄寿     |
| 水天宮       | 安産子授け | 日本橋七福神の弁財天     |
| 第六天榊神社 | 健康長寿   | なし                     |
| 下谷神社     | 円満融和   | なし                     |
| 小野照崎神社 | 学問芸能   | なし                     |
| 鷲神社       | 商売繁盛   | 浅草名所七福神の寿老人   |
| 今戸神社     | 縁結び     | 浅草名所七福神の福禄寿   |

## 隣接七福神
- 浅草名所七福神
- 下谷七福神
- 日本橋七福神
- 深川七福神